# Turim (província)
A província de Turim é uma província italiana da região de Piemonte com cerca de 2 121 233 habitantes, densidade de 311 hab/km². Está dividida em 315 comunas, sendo a capital Turim.
Faz fronteira a norte com Valle d'Aosta, a este com província de Biella, província de Vercelli, província de Alessandria e província de Asti, a sul com província de Cuneo e a oeste com França (departamento de Savoia, na região Rhône-Alpes e departamento Alpes setentrionais, Provence-Alpes-Côte d'Azur).